# Onthophagus lamotellus
Onthophagus lamotellus là một loài bọ cánh cứng trong họ Bọ hung (Scarabaeidae).